# Андрія
Андрія (італ. Andria) — місто та муніципалітет в Італії, у регіоні Апулія, один з трьох адміністративних центрів провінції Барлетта-Андрія-Трані.
Андрія розташована на відстані близько 330 км на схід від Рима, 50 км на захід від Барі, 12 км на південь від Барлетти, 12 км на південний захід від Трані.
Населення — 100 518 осіб (2014).

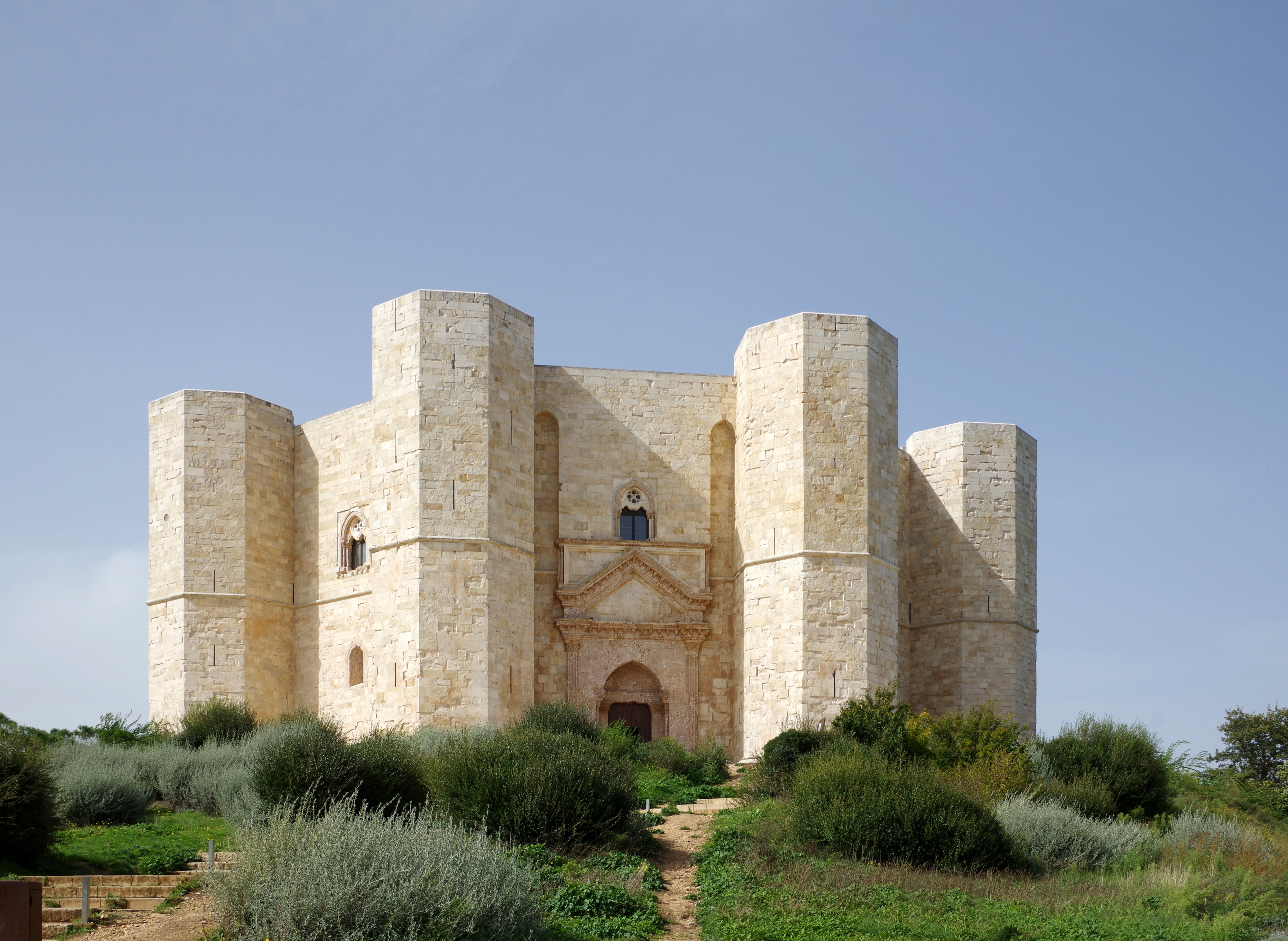
За́мок Кастель-дель-Монте

Щорічний фестиваль відбувається 23 квітня. Покровитель — San Riccardo di Andria.

## Демографія
Населення за роками:

Станом на 1 січня 2023 року в муніципалітеті офіційно проживав 1891 іноземець з 73 країн, серед них 1115 громадян країн Євросоюзу та 24 громадяни України.

## Сусідні муніципалітети
- Барлетта
- Каноза-ді-Пулья
- Корато
- Мінервіно-Мурдже
- Руво-ді-Пулья
- Спінаццола
- Трані

## Галерея зображень

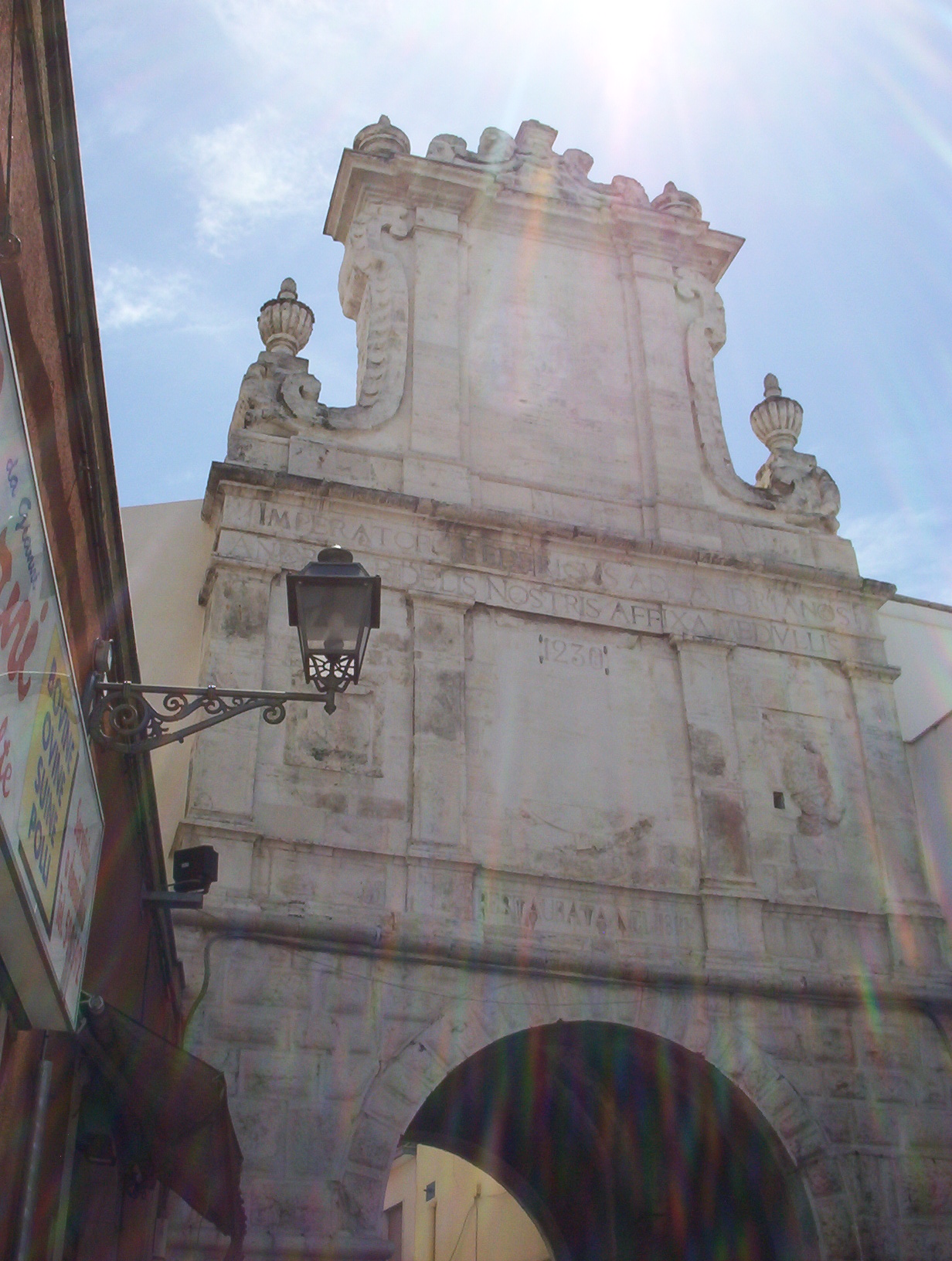
Porta S.Andrea
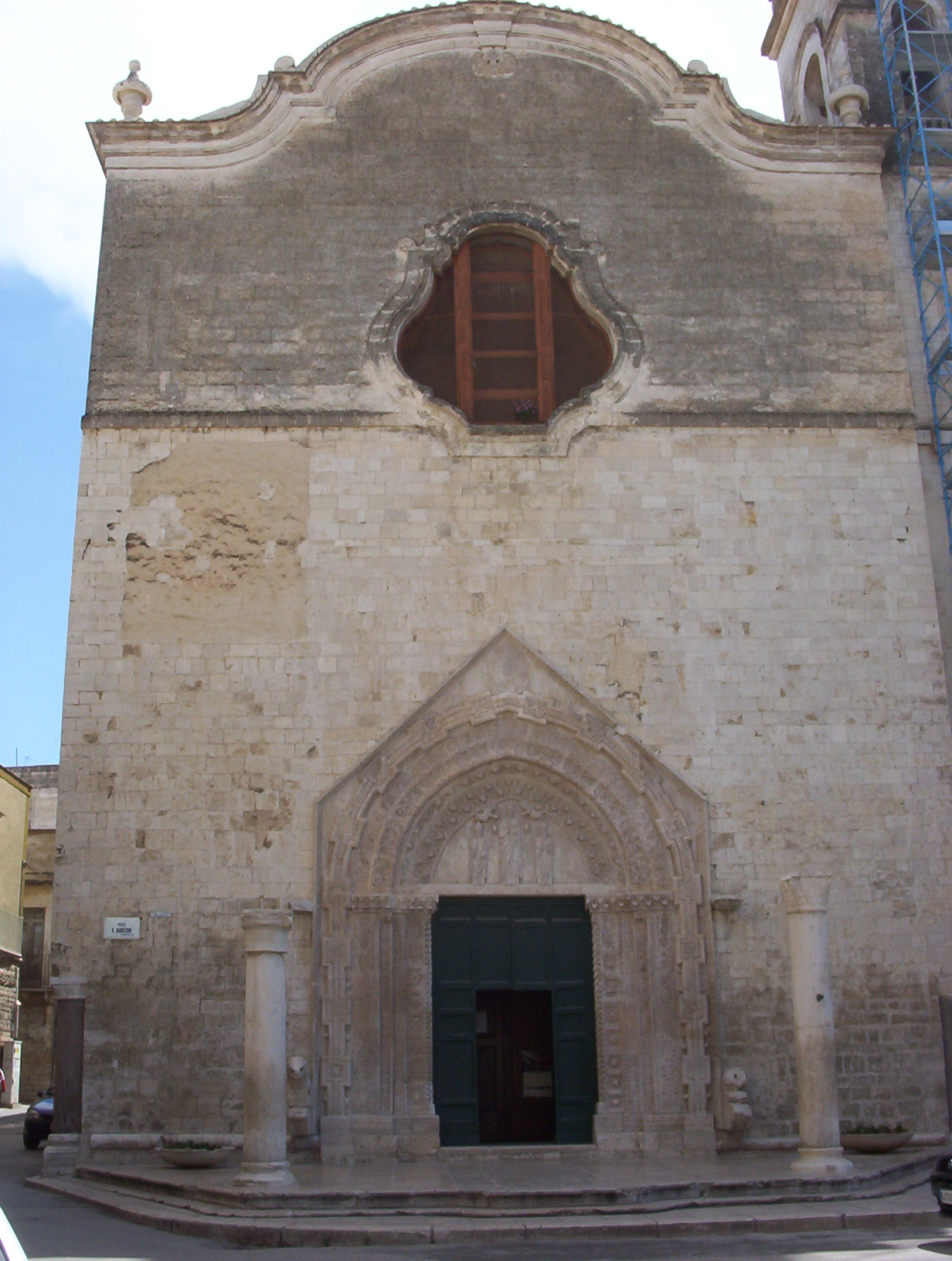
Chiesa di S.Agostino
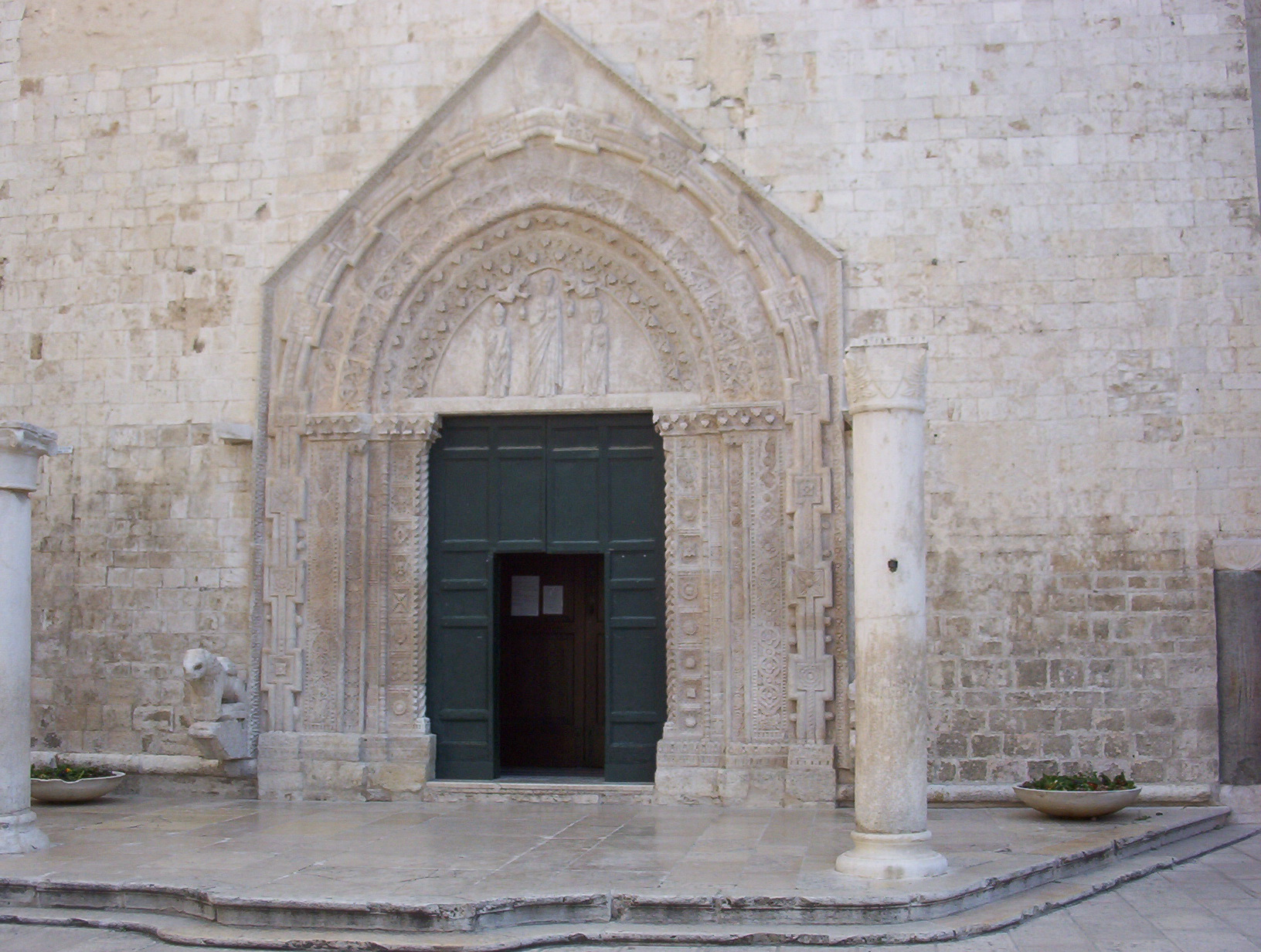
Portale della Chiesa di S.Agostino
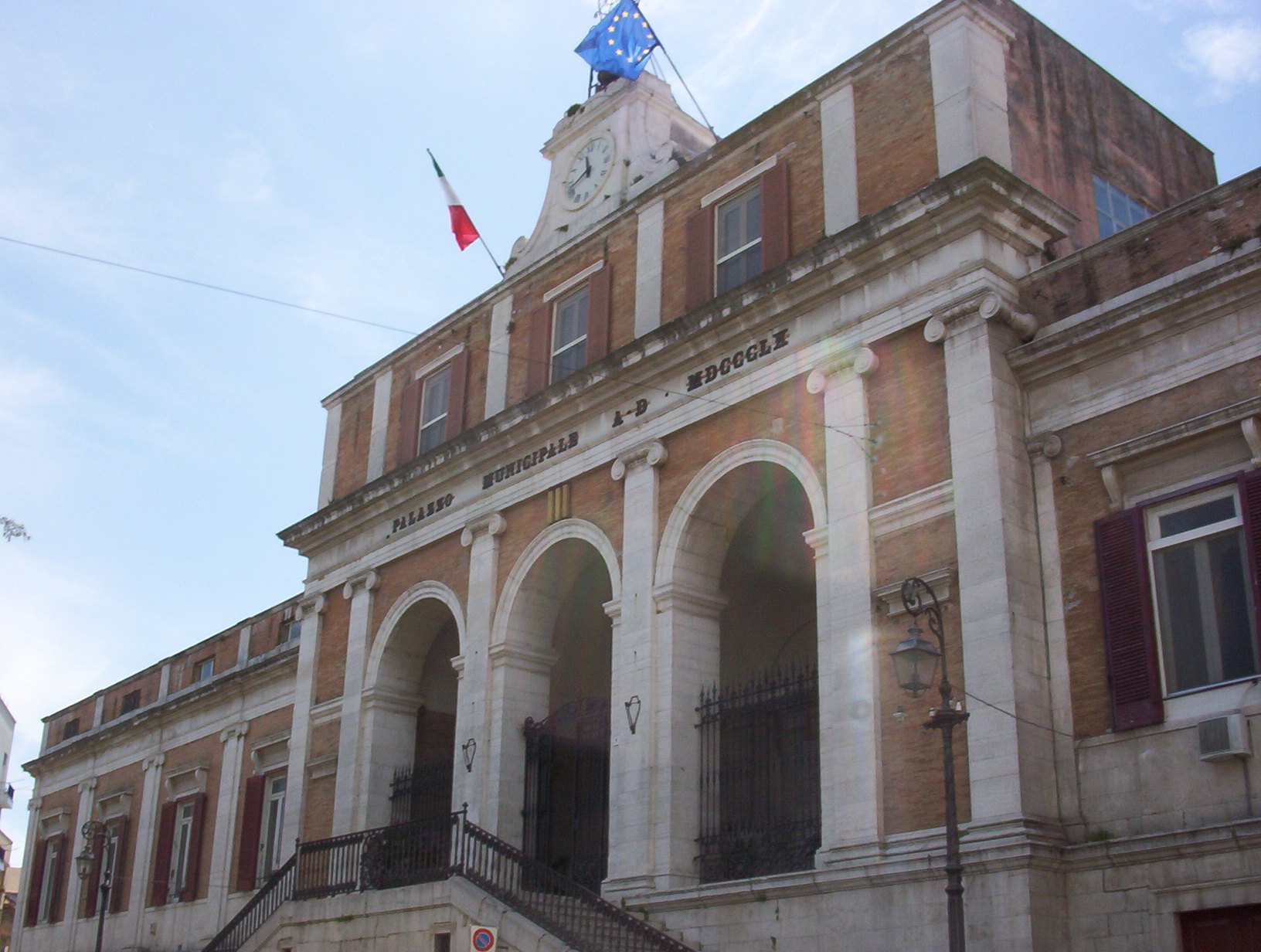
Palazzo Comunale di Andria
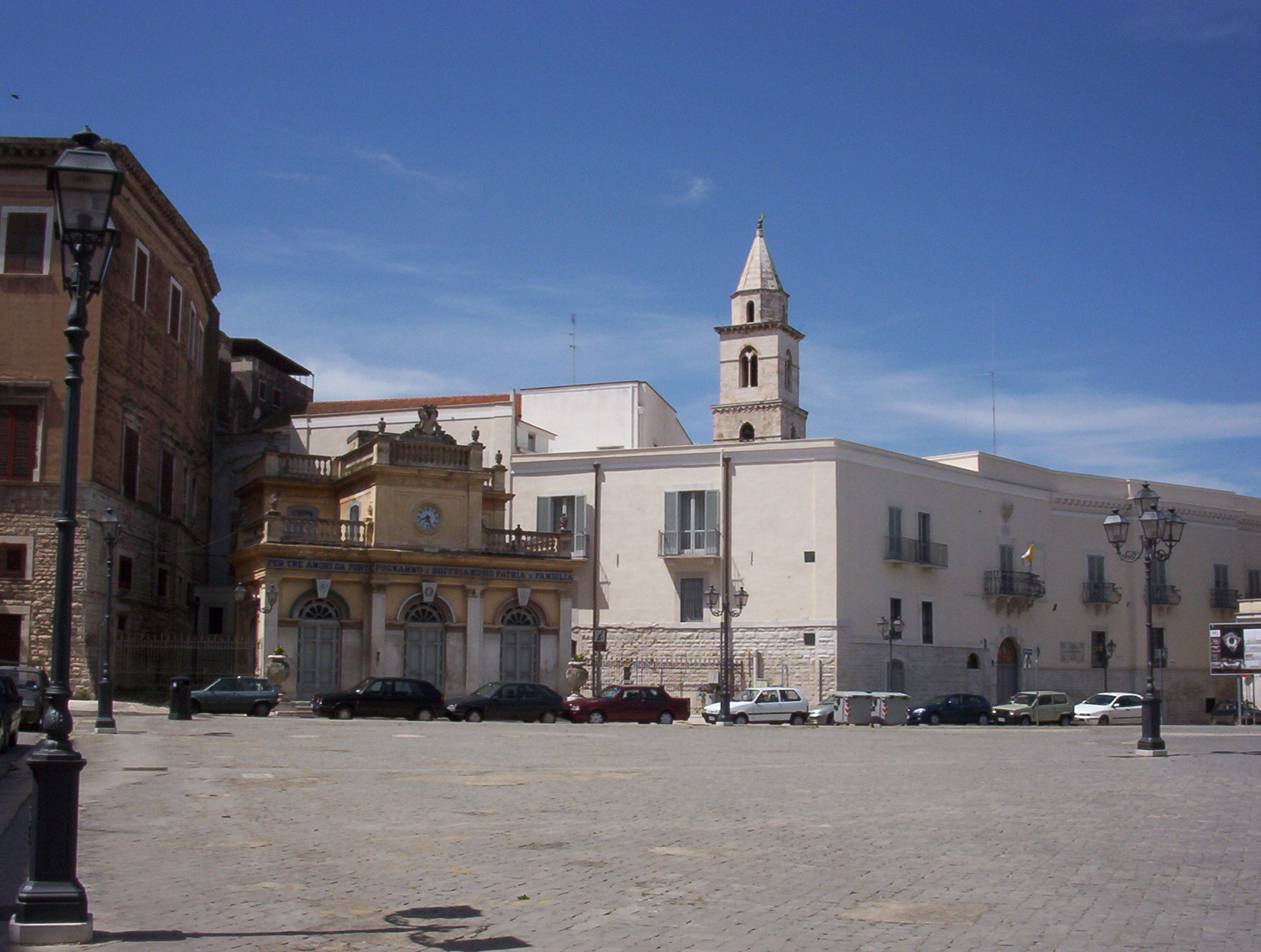
Piazza Catuma (Piazza Vittorio Emanuele II)
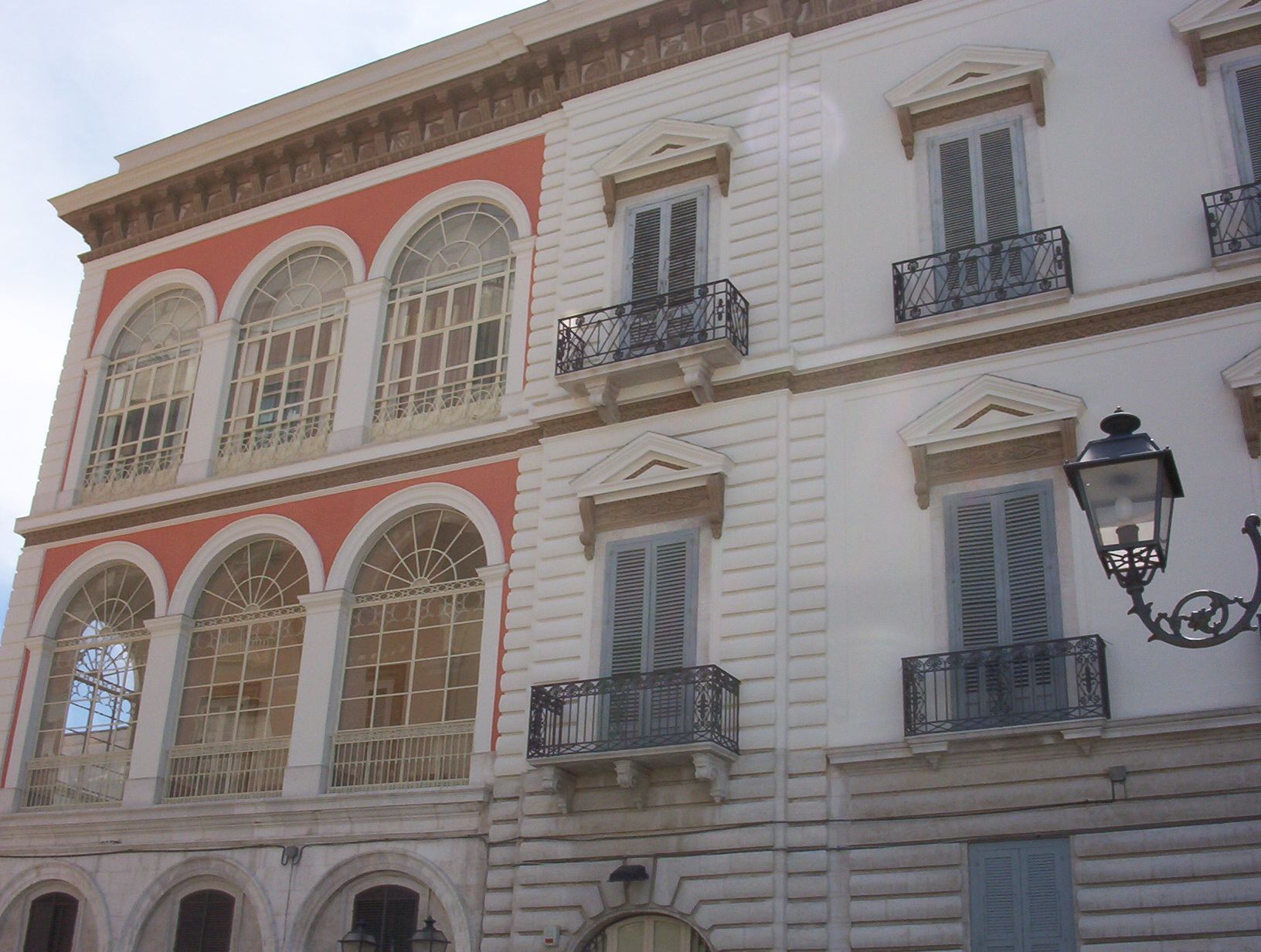
Palazzo Ceci Ginistrelli
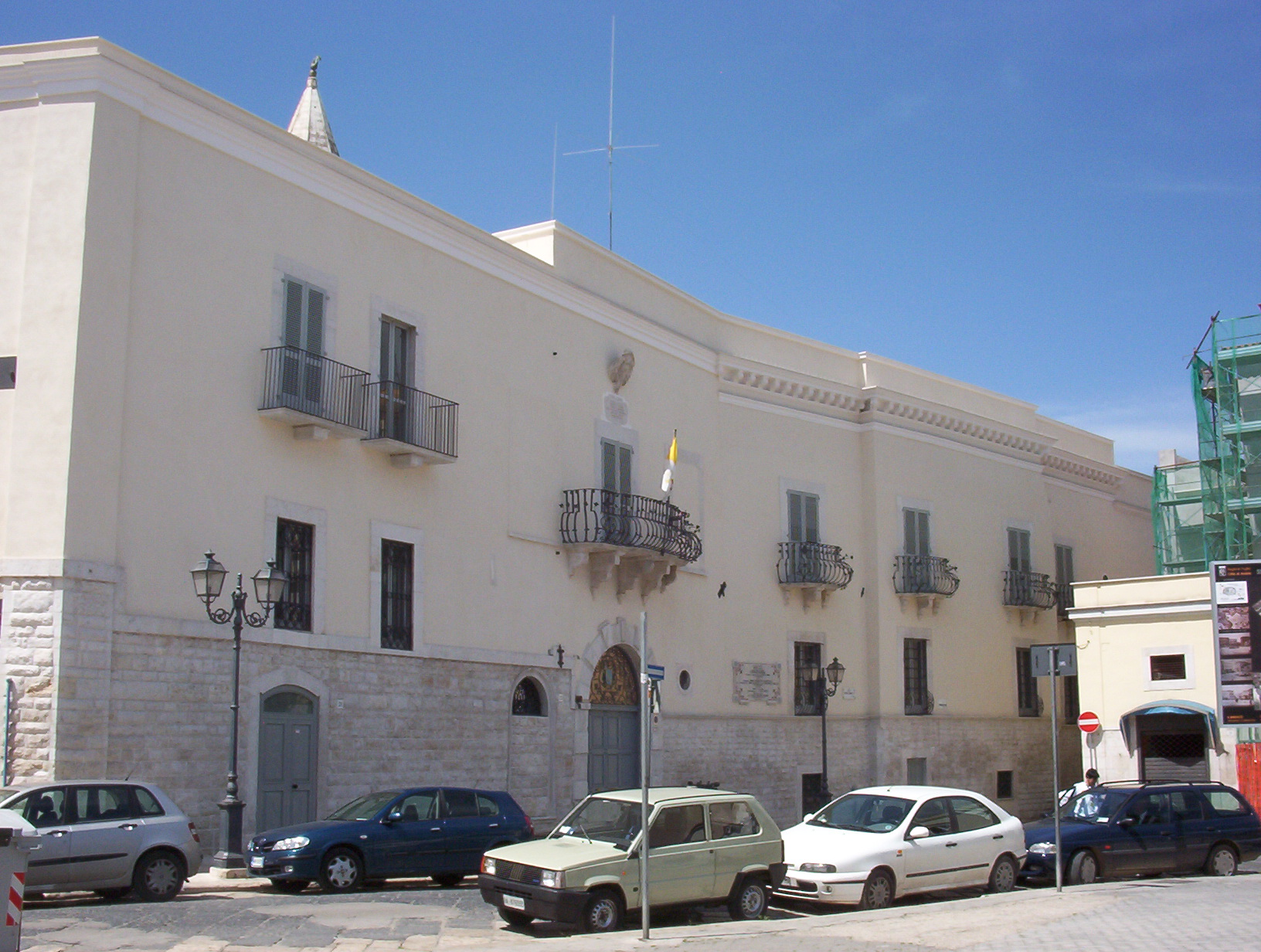
Palazzo Vescovile (esterno)
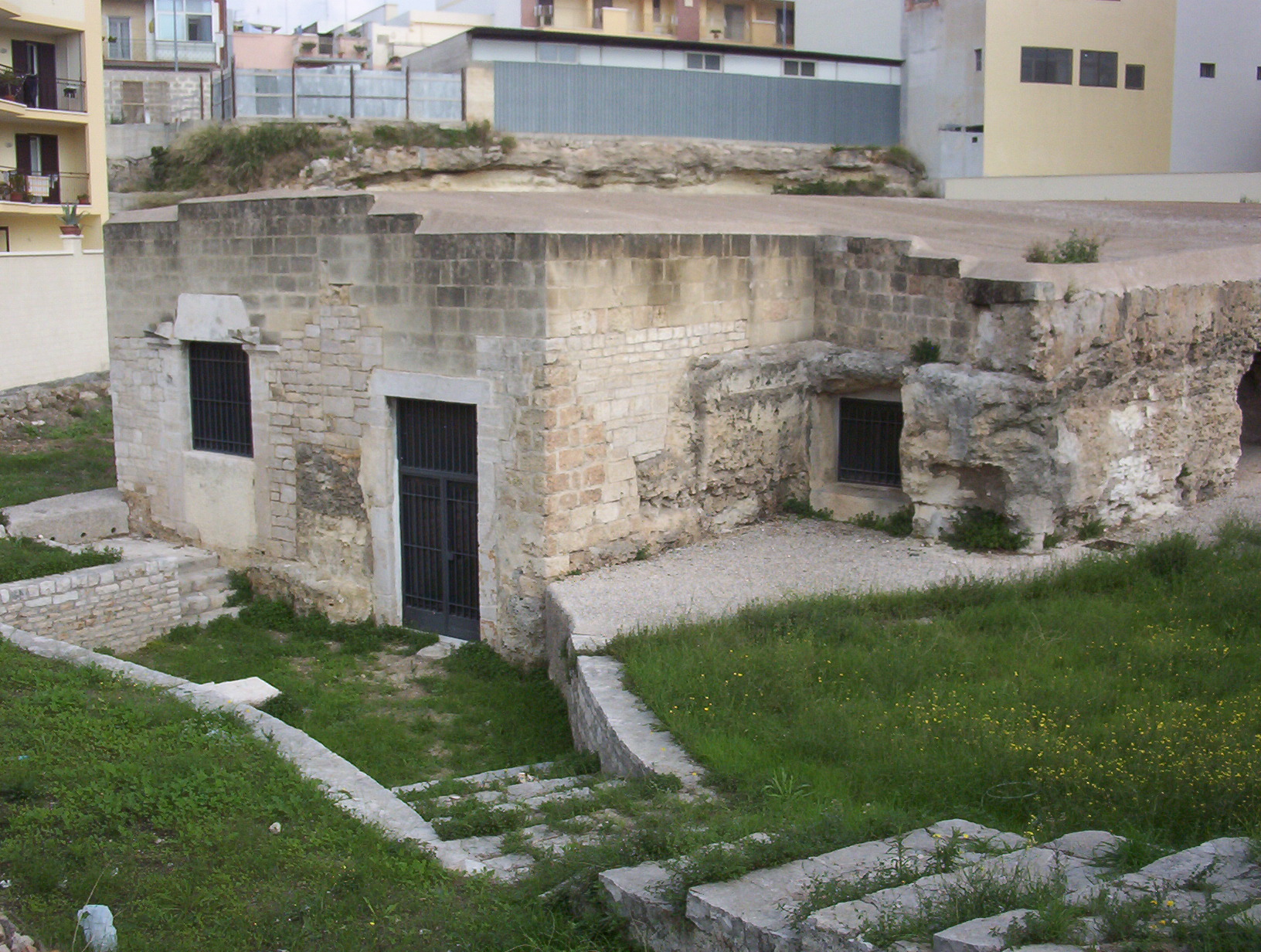
Laura Basiliana di Santa Croce
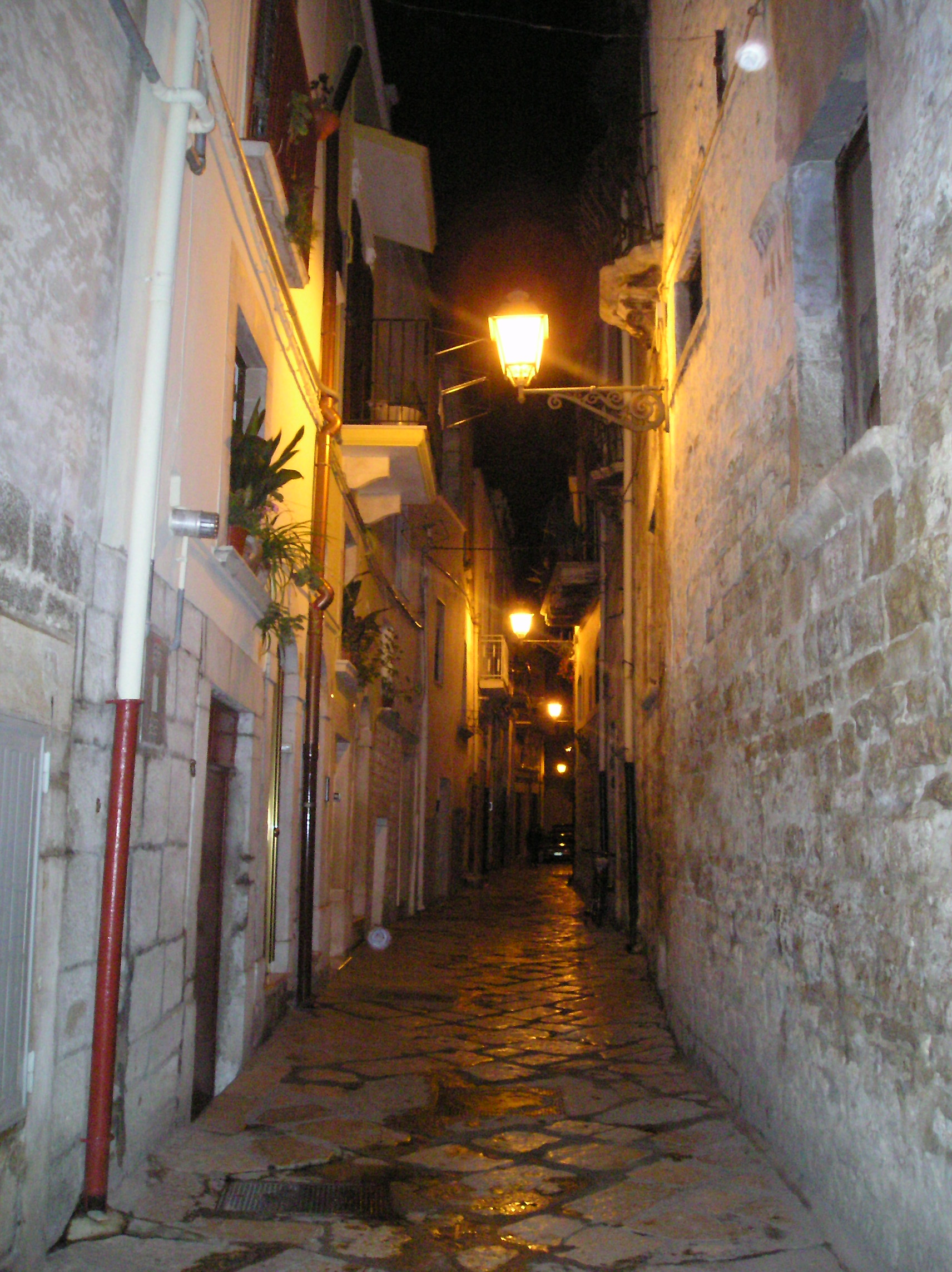
Vicolo del centro storico
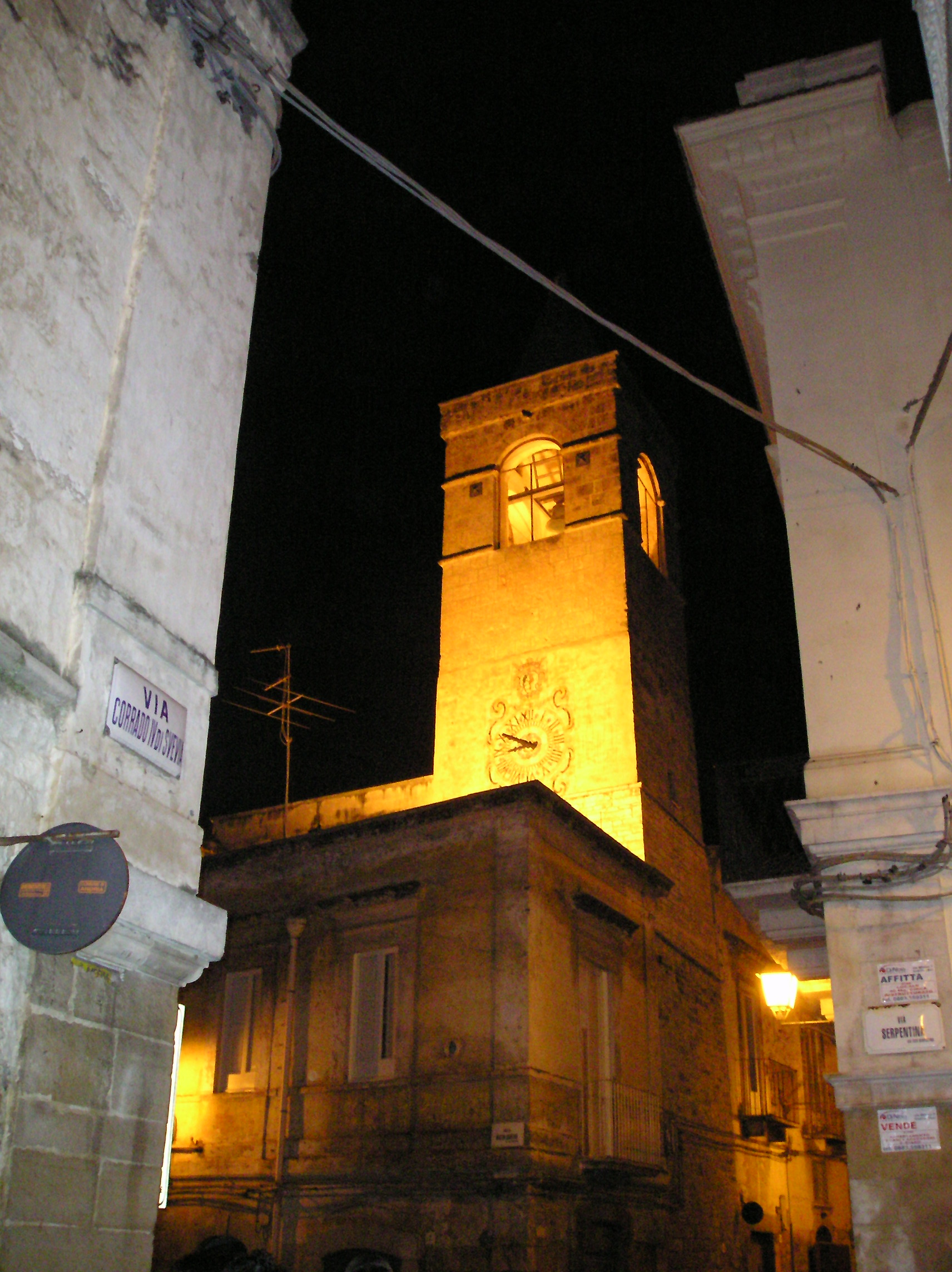
Torre dell'orologio — Via Corrado IV di Svevia
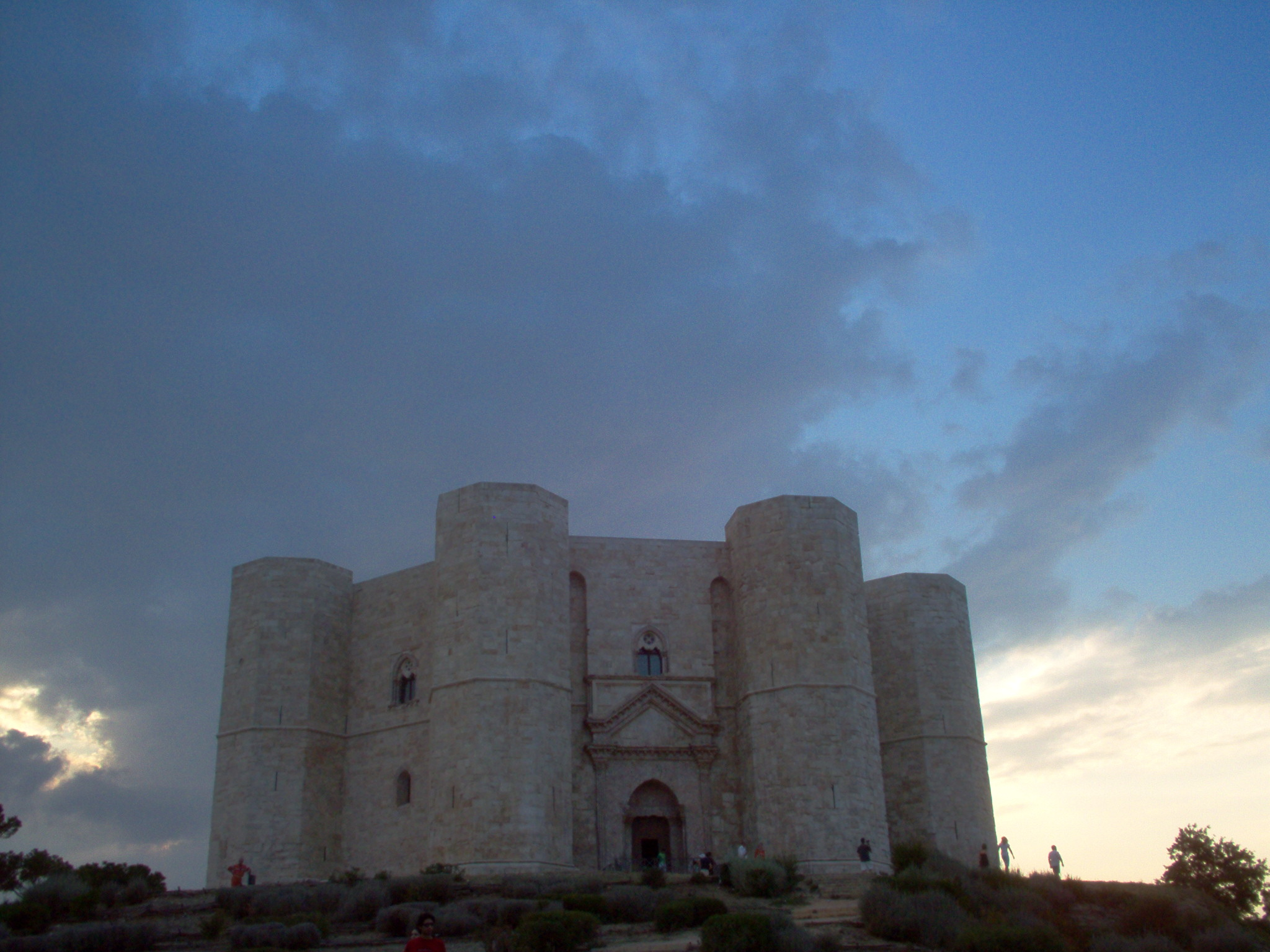
Castel del Monte
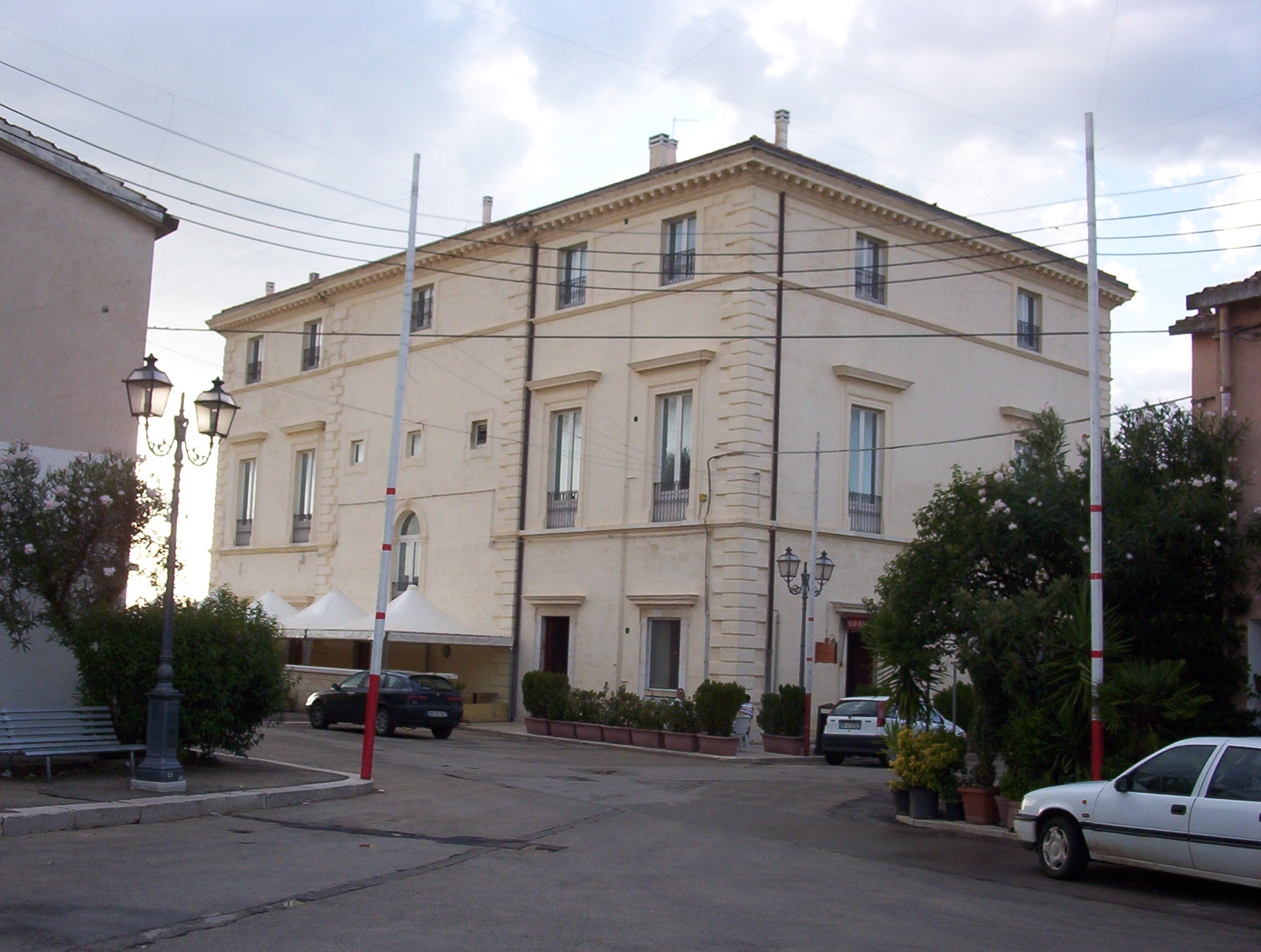
Montegrosso, frazione di Andria

## Персоналії
- Ліно Банфі (* 1936) — італійський кіноактор.